# Malaysias MotoGP 2007
Malaysias MotoGP 2007 var ett race som kördes den 21 oktober på Sepang International Circuit.

## MotoGP
Den redan klara världsmästaren Casey Stoner vann sin tionde seger för säsongen på ett stabilt sätt. Marco Melandri, Dani Pedrosa och överraskande nog, Randy de Puniet klarade av att följa ganska bra och tog de fyra respektive placeringarna bakom australiern. Valentino Rossi blev femma, och kunde därmed i teorin fortfarande förlora andraplatsen i VM till Pedrosa. Annars var loppet inte särskilt händelserikt.

### Resultat
| Plats | Förare           | Märke    | Grid | Kvaltid  |
| ----- | ---------------- | -------- | ---- | -------- |
| 1     | Casey Stoner     | Ducati   | 2    | 2.01,918 |
| 2     | Marco Melandri   | Honda    | 3    | 2.01,944 |
| 3     | Dani Pedrosa     | Honda    | 1    | 2.01,877 |
| 4     | Randy de Puniet  | Kawasaki | 4    | 2.02,107 |
| 5     | Valentino Rossi  | Yamaha   | 9    | 2.02,466 |
| 6     | Toni Elías       | Honda    | 8    | 2.02,432 |
| 7     | Chris Vermeulen  | Suzuki   | 7    | 2.02,301 |
| 8     | John Hopkins     | Suzuki   | 10   | 2.02,697 |
| 9     | Nicky Hayden     | Honda    | 6    | 2.02,225 |
| 10    | Colin Edwards    | Yamaha   | 13   | 2.03,040 |
| 11    | Loris Capirossi  | Ducati   | 11   | 2.02,708 |
| 12    | Alex Barros      | Ducati   | 12   | 2.03,022 |
| 13    | Nobuatsu Aoki    | Suzuki   | 19   | 2.04,604 |
| 14    | Carlos Checa     | Honda    | 16   | 2.03,525 |
| 15    | Anthony West     | Kawasaki | 5    | 2.02,202 |
| 16    | Shinya Nakano    | Honda    | 14   | 2.03,022 |
| 17    | Chaz Davies      | Ducati   | 17   | 2.04,197 |
| 18    | Makoto Tamada    | Yamaha   | 18   | 2.04,314 |
| 19    | Sylvain Guintoli | Yamaha   | 15   | 2.03,408 |
| 20    | Kurtis Roberts   | KR-Honda | 20   | 2.05,404 |